# Famke Minnee
Famke Minnee (25 september 2001) is een voormalig Nederlands langebaanschaatsster.
In 2020 nam Minnee deel aan de NK Allround in Thialf, Heerenveen.

## Records

### Persoonlijke records[1]
| Afstand    | Tijd    | Datum            | Baan       |
| ---------- | ------- | ---------------- | ---------- |
| 500 meter  | 41,36   | 31 december 2018 | Heerenveen |
| 1000 meter | 1.21,12 | 31 december 2018 | Heerenveen |
| 1500 meter | 2.04,39 | 8 december 2019  | Heerenveen |
| 3000 meter | 4.29,45 | 11 januari 2020  | Groningen  |
| 5000 meter | 7.47,44 | 12 januari 2020  | Groningen  |